# Albert Clément
Vous lisez un « bon article » labellisé en 2019.
Albert Clément, né le 7 juillet 1883 à Paris et mort le 17 mai 1907 à Saint-Martin-en-Campagne, est un pilote automobile français.
Fils du constructeur automobile fortuné Adolphe Clément-Bayard, ce passionné d'automobiles est l'un des pionniers de la compétition automobile. Il commence sa carrière de pilote en 1904, aidé par son père. Désigné comme le « benjamin » des coureurs, il s'illustre à plusieurs reprises, terminant même sur le podium du premier Grand Prix de l'Automobile Club de France. L'année suivante, il meurt au volant de la Bayard no 13 lors des entraînements du Grand Prix de l'Automobile Club de France 1907.

## Biographie

### Jeunesse
Albert Clément naît le 7 juillet 1883 au 20 rue Brunel à Paris, dans l'appartement au-dessus de la boutique de vélocipèdes. Il est le troisième enfant et le fils aîné du grand constructeur automobile Adolphe Clément-Bayard,. À cinq ans, c'est un habile cycliste. Jeune, il suit de nombreuses courses au vélodrome de Bécon-les-Bruyères puis au vélodrome Buffalo.
Afin qu'il fasse de brillantes études, son père, qui souhaite faire de lui un ingénieur, l'envoie en Suisse et en Angleterre avant qu'il revienne en France à l'école Duvignan de Lanneau où il prépare l'École centrale,. À l'occasion de ces voyages, il découvre de nouvelles activités physiques : le ski et le toboggan en Suisse, le cricket, le golf, la natation et le football en Angleterre, puis le football rugby à Lanneau dans une équipe avec laquelle il gagne le championnat inter-scolaire.
Albert Clément préfère l'usine du quai Michelet aux études. Il s'oriente vers la mécanique pratique en travaillant avec les ouvriers sur les voitures et se met dès que possible au volant d'un véhicule,. Il devient un excellent manieur de volant en multipliant les trajets entre Paris et Compiègne chaque samedi.

### Carrière de pilote
Sous l'impulsion de son père, décidé à poursuivre l'éducation de son fils par la conduite de rapides automobiles, Albert Clément participe en mai 1904 aux éliminatoires françaises de la coupe automobile Gordon Bennett. Les observateurs crient à la folie de laisser un volant à un jeune homme âgé de seulement dix-neuf ans mais Albert fait ses preuves. Il termine dixième, après avoir gagné le mille départ arrêté du meeting d'Arras.

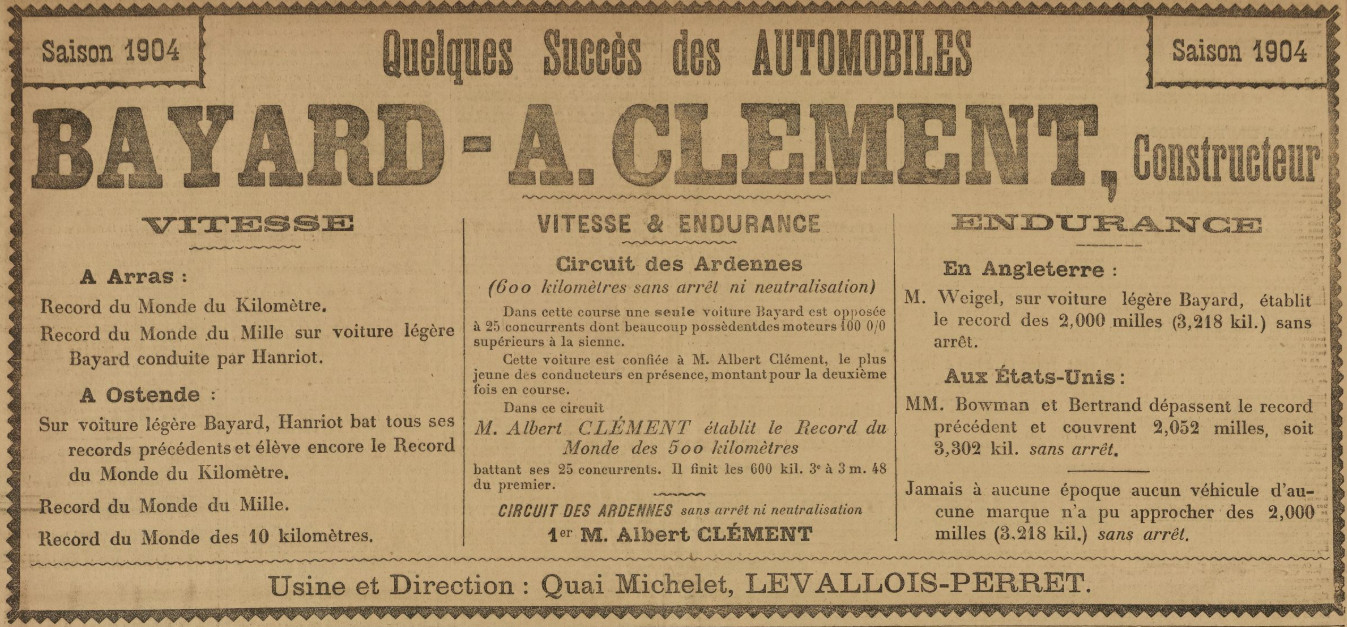
Publicité de Bayart-Clément dans L'Auto en 1904.

Le 24 juillet 1904, Albert Clément remporte le Circuit des Ardennes des voiturettes à Bastogne sur une Clément 18 HP. Il est le seul des deux engagés à conclure la course, disputée sur cinq tours ; son seul adversaire, Edmond, arrive trop tard pour le pesage et abandonne au troisième tour. Le journaliste de L'Auto Georges Prade note néanmoins les qualités du jeune pilote : « Albert Clément a été courageux, il a crevé je ne sais combien de fois sur des clous ; il a réparé, est reparti, et finalement, a terminé en un temps relativement excellent. C'est un courageux et un tenace que ce jeune homme silencieux et modeste, adroit et hardi, de la bonne école en un mot. » Le lendemain, il se classe troisième de la course principale, sur une distance plus que doublée, à quatre minutes du vainqueur George Heath,. L'entreprise familiale utilise ces belles performances dans les publicités qu'elle effectue dans les journaux,. Elle évoque même un record du monde des 500 kilomètres à près de 93 km/h de moyenne, bien que les résultats publiés dans L'Auto indiquent que Georges Teste a été plus rapide sur cette distance. Un mois plus tard, fin août, il brise sa roue au premier virage du meeting de côte du Ventoux,,.

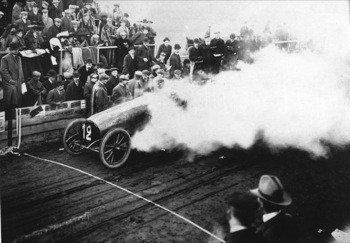
Albert Clément au volant de la Clément-Bayard 80HP no 12 lors de la Coupe Vanderbilt 1904.

Toujours au volant de cette longue automobile bleue, Clément dispute en octobre de la même année la coupe Vanderbilt, nouvelle épreuve disputée aux États-Unis,. Le jeune pilote stupéfie les Américains lors des essais au volant de sa Bayard-Clément de 80 ch. Bénéficiant des nombreux abandons, il livre un duel avec le Parisien d'adoption George Heath pour la victoire,,. Après la crevaison de son principal adversaire, Albert Clément mène la course aux huitième et neuvième des dix tours de compétition. Il bénéficie d'une voiture allégée et n'emmène qu'une seule roue de secours contre deux pour ses adversaires. Le moteur de sa voiture émet néanmoins un nuage de fumée et une puissante odeur d'essence. Avec une superbe conduite dans le dernier tour, Heath s'adjuge la victoire avec une avance d'une minute et vingt-huit secondes. Après la course, Albert Clément approche l'arbitre, William Kissam Vanderbilt II, et proteste avoir été retenu injustement à un contrôle près de deux minutes,. La commission de la course étudie sa requête dans la soirée et la rejette.
En 1905, il est moins heureux et ne termine pas les éliminatoires françaises de la Coupe Gordon-Bennett sur le Circuit d'Auvergne,. Sa voiture de course Bayard-Clément, qui pèse 985 kg, possède un moteur à quatre cylindres donnant 120 ch à 1 400 tr/min, un châssis en tôle d'acier emboutie, une transmission par cardan, quatre vitesses et un embrayage métallique à plateaux, tombe en panne dès le premier tour. Clément abandonne et retourne à la ligne de départ à pied,.

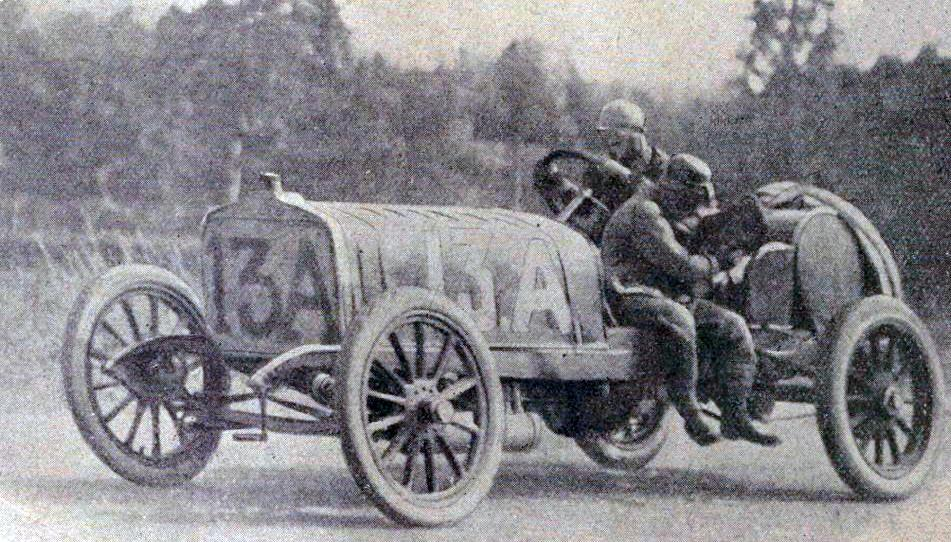
Albert Clément au volant de sa Bayard lors du Grand Prix de l'Automobile Club de France 1906.

Albert Clément confirme ses talents de pilote en 1906. En juin, il termine troisième du premier Grand Prix de l'Automobile Club de France au volant d'une Bayard de 125 ch. Classé deuxième au terme du premier des deux jours que compte l'épreuve, le benjamin de la course livre un duel avec Felice Nazzaro au cours des 1 238 kilomètres de course, avant de s'incliner à cause d'une énième crevaison de roue. Dans sa course, Clément est aidé par Vénus, un ancien jardinier devenu mécanicien de course, mais ils ne peuvent lutter face aux jantes amovibles de ses concurrents,,. Au départ de la course du circuit des Ardennes en août, il termine à la sixième place derrière trois voitures de l'écurie Lorraine-Dietrich après avoir menacé la première place d'Arthur Duray au milieu de la course,. Il traverse ensuite de nouveau l'Océan Atlantique en octobre pour disputer la Coupe Vanderbilt qu'il finit au pied du podium,.

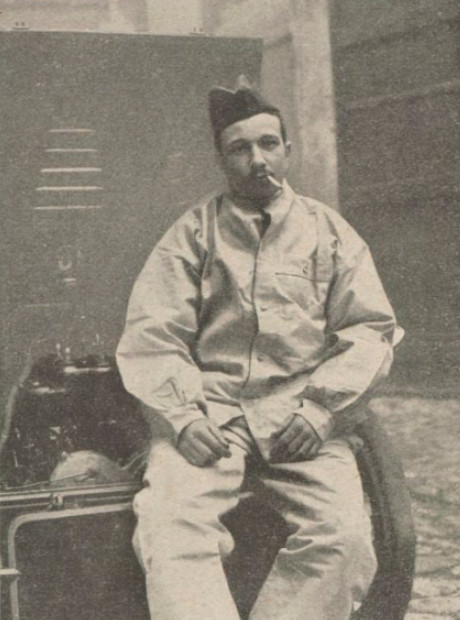
Albert Clément au service militaire.

Appelé pour effectuer son service militaire, il est en garnison au 5e régiment du génie à Versailles selon Le Figaro et à la 1re compagnie d'ouvriers d'artillerie à Vincennes pour La Vie au grand air. Les deux journaux s'accordent sur le fait qu'il demande et obtient trois jours de permission en mai 1907 pour essayer la voiture qu'il doit conduire au départ du Grand Prix de l'Automobile Club de France quelques semaines plus tard,.

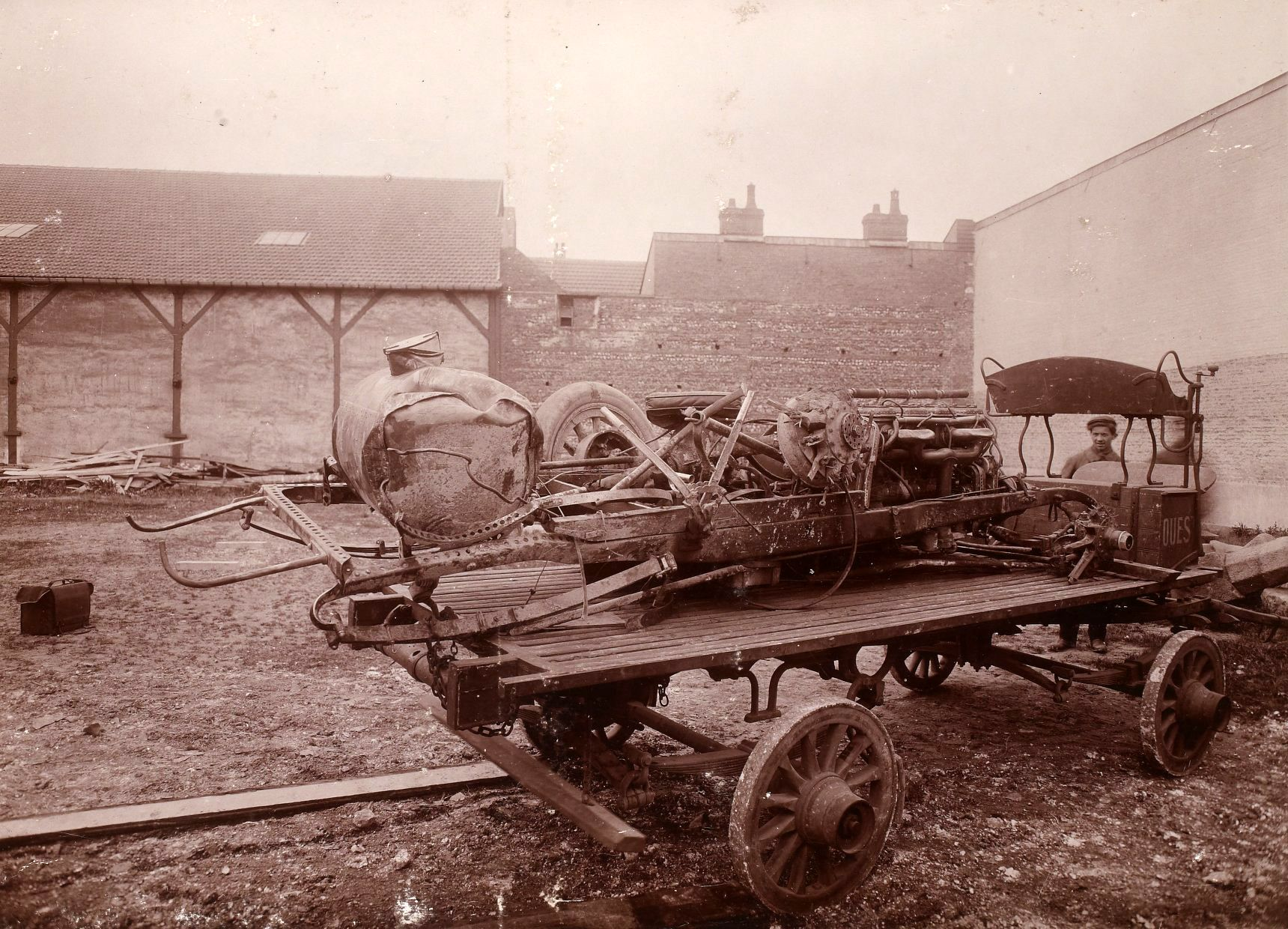
Les débris de sa voiture, après l'accident mortel du 17 mai 1907.

Lors de ces entraînements, organisés sur le circuit de la Seine-Inférieure, Albert Clément prend le volant de la Bayard-Clément 6 cylindres de 200 ch portant le numéro 13 de son mécanicien Pierre Gaudermen. Ce dernier est assis à ses côtés. Après avoir conclu un premier tour de circuit, Clément perd le contrôle de son automobile dans le virage de Martin-en-Campagne, à Saint-Martin-en-Campagne, sur la route d'Eu, à 15 kilomètres de Dieppe. Gêné par la poussière soulevée par la voiture de Fernand Gabriel qui le précède ou lancé à une trop grande vitesse, il glisse vers l'extérieur du virage,. La roue avant gauche de son véhicule heurte un tas de sable,. Le véhicule bondit et se brise sur la route,. Lorsque les premiers témoins arrivent sur la scène de l'accident, Albert Clément est étendu au milieu de la route, mort sur le coup,. Sa tête a été percutée par la colonne du volant de direction, perçant sa gorge et fracturant son crâne. Blessé et évanoui, Gaudermen reprend ses esprits quelques minutes plus tard, transporte son ami dans l'auberge de Saint-Martin-en-Campagne puis télégraphie aux usines Clément la nouvelle de l'accident sans oser annoncer sa mort. Son père apprend la nouvelle tard dans la journée, une fois qu'il atterrit de son voyage en ballon avec Jacques Faure. En son souvenir, une stèle a été érigée à proximité des lieux de l'accident, en bordure de la route départementale 925, rue de la Libération, à Saint-Martin-en-Campagne, sur l'actuelle commune de Petit-Caux (49° 57′ 13″ N, 1° 13′ 29″ E). On peut y lire : « Il était du monde où les plus belles choses ont le pire destin. »
Ce drame mortel rappelle celui de Marcel Renault survenu lors de la course Paris-Madrid quatre ans plus tôt. C'est l'une des tragédies qui amènent l'Automobile Club de France à bannir le no 13 en compétition automobile dans les années 1920. La triskaïdékaphobie est depuis très présente dans le monde automobile. Les trois voitures de l'écurie Clément-Bayard participeront au Grand Prix de l'Automobile Club de France 1907. Pierre Garcet termine septième de la course, Elliott Shepard huitième et « Alezy », au volant de la voiture d'Albert Clément, abandonne dans le cinquième tour.

## Résultats en Grands Prix
| Année | Grand Prix                                          | Écurie         | Résultat |
| ----- | --------------------------------------------------- | -------------- | -------- |
| 1904  | Éliminatoires françaises de la Coupe Gordon-Bennett | Bayard-Clément | 10e      |
| 1904  | Circuit des Ardennes                                | Bayard-Clément | 4e       |
| 1904  | Coupe Vanderbilt                                    | Bayard-Clément | 2e       |
| 1905  | Éliminatoires françaises de la Coupe Gordon-Bennett | Bayard-Clément | Abandon  |
| 1906  | Grand Prix automobile de France                     | Bayard-Clément | 3e       |
| 1906  | Circuit des Ardennes                                | Bayard-Clément | 6e       |
| 1906  | Coupe Vanderbilt                                    | Bayard-Clément | 4e       |